# Virtual Leased Line
Виртуальная выделенная линия (VLL или Virtual Leased Line) — технология, обеспечивающая двухточечную (p2p) связь Ethernet с использованием сетей mpls или IPv4/IPv6, которая также может быть реализована с помощью технологии широкополосного подключения, объединяющей несколько физических каналов в единый логический канал для повышения пропускной способности и надёжности.
В профессиональной среде эта технология часто обозначается как Virtual Private Wire Service (VPWS) или Ethernet over MPLS (EoMPLS). Принцип работы VLL заключается в использовании инкапсуляции псевдопровода для передачи Ethernet-трафика через туннель, проложенный по магистралям MPLS или IP/MPLS.

## Виды VLLs
Есть 5 видов VLLs:
- Epipes: Эмулирует связь типа точка-точка Ethernet услуг. VLAN (Virtual Local Area Network) помеченный Ethernet кадров поддерживается. Взаимодействие с другими 2-го уровня технологий также поддерживается.
- Apipes: Эмулирует связь типа точка-точка ATM (Asynchronous Transfer Mode) службы. Несколько подтипов предоставляются для поддержки различных типов услуг ATM.
- Fpipes: Эмулирует точка-точка Frame Relay цепи. Некоторые функции для взаимодействия с банкоматами, также поддерживаются.
- Ipipes: обеспечивает IP взаимодействие между различными технологиями 2-го уровня.
- Cpipes: Эмулирует связь типа точка-точка с временным разделением каналов (TDM) цепи.